# Brasher Falls-Winthrop, New York
Brasher Falls-Winthrop, New York (енгл. Brasher Falls-Winthrop) град је у америчкој савезној држави Њујорк.

## Демографија
По попису из 2000. године број становника је 1.140.
| Група             | 2000.         | 2010.    |
| Белци             | 1.114 (97,7%) | 0 (0,0%) |
| Афроамериканци    | 6 (0,5%)      | 0 (0,0%) |
| Азијати           | 1 (0,1%)      | 0 (0,0%) |
| Хиспаноамериканци | 4 (0,4%)      | 0 (0,0%) |
| Укупно            | 1.140         | 0        |